# Saturnino Suanzes de la Hidalga
Saturnino Suanzes de la Hidalga (Vitoria, 13 de agosto de 1921- Madrid, 2 de junio de 2010) fue un militar español, almirante general de la Armada española y jefe del Estado Mayor de la Armada (AJEMA).

## Infancia y vida personal
El almirante general Saturnino Suanzes de la Hidalga nace en Vitoria, Alava, el día 13 de agosto de 1921. Hijo de José María Suanzes y Fernández y María de la Hidalga y Llera; su padre, capitán de Infantería del Ejército, tras ser herido una vez y volviendo voluntariamente al combate, muere, durante la guerra civil española, en diciembre de 1936 en los combates por la defensa de Villarreal, a las órdenes del entonces coronel Camilo Alonso Vega; en la defensa de dicha plaza, clave por el lugar que ocupaba en las vías de acceso de Bilbao a Vitoria, el responsable de su defensa, el teniente coronel Ricardo Silvestre, pudo frenar el avance de tropas mucho más numerosas con la pequeña guarnición de la plaza que era abastecida con gran riesgo por convoyes que iban y venían de Vitoria; al final la defensa de Villareal tuvo éxito impidiendo el paso de las tropas enemigas. Durante esa convulsa época, Saturnino Suanzes, estudiaba en el Colegio del Pilar (Padres Marianistas) de Vitoria.
El almirante Suanzes nació en el seno de una familia con profundas raíces en la Armada y el Ejército de España; hermano mayor de cinco hijos, único varón, sus hermanas María Eugenia, Gloria, Teresa y María del Carmen se casaron también con distintos oficiales de la Armada siendo, uno de ellos, el almirante Hermenegildo Franco González-Llanos, compañero suyo de promoción.
Casado con María del Carmen Fernández de Cañete y Martínez, tuvo cinco hijos de los cuales dos de ellos siguieron sus pasos en la Armada siendo marinos y pilotos navales de reactores. Por ascendencia política, su esposa, aunque hija de un coronel de artillería del Ejército, tenía, vía materna, una importante vinculación con la Armada y con la entonces Aeronáutica Naval en la que participó un tío suyo, el teniente de navío Francisco Taviel de Andrade y Delgado que, junto a su compañero el teniente de navío Guillén, fueron los primeros aviadores navales españoles en entrar en combate durante la campaña de África a las órdenes del capitán de fragata Pedro María Cardona; de éste, al ser trasladados sus restos al Panteón de Marinos Ilustres en San Fernando (Cádiz), paradójica y providencialmente, hizo el panégirico, por petición del AJEMA, el propioalmirate general Suanzes

## Una vida en la Armada, Impulso del Arma Aérea y del Grupo Aeronaval
En 1938 ingresa en la Escuela Naval Militar de San Fernando (Cádiz) como caballero aspirante siendo promovido a alférez de navío en junio de 1942.
Su primer destino embarcado es el minador Júpiter. Posteriormente, a lo largo de 1943 y 1944, embarca en el crucero pesado Canarias y en el minador Vulcano dónde es nombrado director de tiro y profesor de guardiamarinas en los viajes de fin de curso.
Asciende a teniente de navío en septiembre de 1944 y es designado para realizar el curso de especialización en Artillería y Tiro Naval en el Polígono de Tiro Naval Janer de Marín. Al terminar el curso se le asigna su primer mando en la mar en el remolcador de altura RR-19, para poco después ser nombrado comandante del guardacostas Alcázar, basado en Málaga y más tarde el también guardacostas Uad Martin, con base en Marín. Tras tres años de mando de teniente de navío, es nombrado alumno de la Escuela de Guerra Naval y obtiene el ascenso a capitán de corbeta y el diploma de Guerra Naval en el año 1950, quedándose en la propia Escuela como profesor de táctica hasta noviembre de 1953, que es designado comandante del destructor Lazaga. En 1955 y hasta 1961 regresa como profesor a la Escuela de Guerra Naval; durante este período realiza el curso de Táctica Aeronaval en la Joint Tactical School de la Marina Real Británica.
En enero de 1960 asciende a capitán de fragata y en noviembre de 1961 es designado comandante del destructor Lepanto. Finalizado el mando, es designado jefe de la Sección Especial del Arma Aérea del Estado Mayor de la Armada (“EMA”).
Asciende a capitán de navío en 1968 y, un año después, es nombrado jefe de la Flotilla de Helicópteros. Tras finalizar este mando realiza el curso de Mando Superior y es nombrado vocal del Gabinete de Estudios Orgánicos del Estado Mayor de la Armada. En marzo de 1972 es nombrado nuevamente jefe de la Sección Especial del Arma Aérea del EMA.
En 1975, es promovido a contralmirante y manda el Grupo Aeronaval de la Flota a cuya creación contribuyó de forma definitiva siendo su primer almirante. Al ascender a vicealmirante en 1978, se le nombra director del Centro de Estudios Superiores de la Defensa (“CESEDEN”) y, posteriormente, desempeña los destinos de director de la Escuela de Guerra Naval y segundo jefe del Estado Mayor de la Armada.
Durante sus distintas etapas en contacto directo con el Arma Aérea de la Armada, se consiguieron una serie de logros de indiscutible beneficio para la Armada y para España. La adquisición del portaaeronaves Dédalo (R-01), el aumento del número de escuadrillas de aeronaves hasta completar diez, el desarrollo de las infraestructuras para el mantenimiento, abastecimiento y formación necesarias para tal actividad, la adquisición de los primeros medios de ala fija, cuatro avionetas Piper Comanche, para devolver a la Armada unas capacidades que jamás debió haber perdido tras la desaparición de la Aeronáutica Naval, la adquisición y utilización de los aviones V/Stol AV-8S Harrier Matador convirtiéndose la Armada Española en la primera del mundo en utilizarlos como medio aéreo embarcado y el desarrollo de una doctrina aeronaval cuyo germen fue la creación del Grupo Aeronaval alrededor del viejo, pero aún útil, Dédalo.
En todos estos hitos de la historia del Arma Aérea de la Armada, España fue líder en la selección del mejor material demostrando el almirante Suanzes su visión de futuro; por citar un ejemplo, la adquisición del Sikorsy SH-3D, casi en exclusiva en aquella época junto con la Marina de los Estados Unidos, se demostró un acierto porque posteriormente se convirtió, en sus distintas versiones, en el helicóptero naval por excelencia de las principales Marinas del mundo. Lo mismo se podría aplicar al Bell AH-1 Cobra, primer helicóperto de ataque en España, al actual SH-60B Lamps, o al Harrier "Matador", al posterior Harrier EAV-8B luego reconvertido en el EAV-8B Plus, la adquisición, tras las experiencias en las Malvinas de los Sea King AEW o, en otra dimensión, la adquisición del misil antibuque Harpoon RGM-84A  en vez del Exocet francés.

## Almirante jefe del Estado Mayor de la Armada (AJEMA)
En enero de 1982 asciende a almirante, y el 15 del mismo mes es nombrado almirante jefe del Estado Mayor cargo que desempeña hasta enero de 1984 fecha en la que todavía le quedaban, por edad, dos años como AJEMA hasta su definitivo pase al Grupo "B".
Si bien se recordará siempre al almirante Suanzes como firme y auténtico impulsor del Arma Aérea de la Armada y del Grupo Aeronaval de la Flota, su vocación atlántica y su firme convicción que la proyección del poder naval se tiene que desarrollar lejos de la costa, le llevan durante este periodo a la toma de decisiones que implicarán la continuidad de los distintos planes anteriores del Estado Mayor de la Armada sobre el tipo de Marina que España, por su posición geoestratégica, debería tener.
Venciendo dificultades internas y externas, las medidas adoptadas durante su mandato evitan la paralización de algunos proyectos claves para su visión estratégica de la Armada, como una potencial cancelación de la construcción del primer portaaviones español, el R-11 Príncipe de Asturias o el desarrollo de una Armada de carácter costero,  que pretendía la sustitución de buques de capacidad oceánica por otros de mucho menor coste y tamaño como patrulleros lanzamisiles tal y como en su día propugnaban las teorías de la "joven escuela" de la marina francesa que, finalmente, fueron rechazadas en Francia.
En este sentido y ante ciertas intenciones políticas dentro del entorno del Ministerio de Defensa y Comisión de Defensa del Congreso, e incluso entre algunos, pero pocos, miembros de la misma Armada, el almirante Suanzes mostró, tal y como se hizo en el acto de Jura y Entrega de los Reales Despachos el día 16 de julio de 1982, que España ya contaba con un numeroso y amplio abanico de buques de guerra de defensa de costa y, para evitar estos derroteros, propició la botadura del nuevo portaaaviones Príncipe de Asturias para el 22 de mayo de ese mismo año con la Reina Sofía como madrina del acto. Partía el Almte. Suanzes de la base que un barco de guerra en el dique de un astillero no es más que un pedazo de hierro mientras que, una vez botado, se convertía en un buque en fase de armamento con dotación de quilla y la marcha atrás, aunque deseada por algunos, sería ya bastante más difícil.
El transcurrir del tiempo, ha demostrado la importancia de haber conseguido no parar los planes en los que distintas generaciones de la Armada Española habían venido trabajando; en el terreno militar, con las participaciones de buques y unidades de la Armada en distintos escenarios muy lejos de sus costas, en el geoestratégico, por tener España capacidad de aportar medios necesarios acorde a su relevancia en el contexto internacional, en el terreno de lo económico ya que, la continuidad de los planes defendidos contra viento y marea en aquellos días, llevaron a la industria naval española al cierre de varios contratos que, sin los conocimientos y experiencias que aportaron las construcciones de los distintos buques de capacidad oceánica para la Armada Española, no habrían quizás existido; entre éstos, cabe resaltar la construcción del portaaviones HTMS Chakri Naruebet para la Real Armada Tailandesa, o de las fragatas oceánicas de clase Fridtjof Nansen a  Noruega, los contratos con la Marina Australiana para la construcción de los LHD HMAS Canberra y HMAS Adelaide y 3 destructores basados en las fragatas clase Álvaro de Bazán.
Desde el punto de vista histórico militar, eventos como la guerra de las Malvinas y otros conflictos en los que la proyección del poder aeronaval ha seguido siendo determinante y, en el caso específico de España, las distintas participaciones de la Armada Española en misiones internacionales, en las que sus buques oceánicos y sus medios aéreos se han hecho imprescindibles, han demostrado que las decisiones tomadas con determinación, claridad de ideas y visión de futuro por el almirante Suanzes fueron totalmente acertadas. Actualmente, muchas otras naciones tienen Armadas que, con cierto retraso, han terminado tomando la misma senda que siguió la Armada Española como pueden ser los casos de China, Italia, La India o Tailandia.
El almirante general Suanzes, tal y como públicamente expresó en el programa Parlamento, del 26 de septiembre de 1981 en TVE siendo todavía 2.º AJEMA, tenía claro cual había sido, era y seguiría siendo el activo más importante de España desde el punto de vista estratégico: la privilegiada posición geográfica que se basa en la línea de comunicaciones que une Canarias, el Estrecho de Gibraltar y cualquier destino del Mediterráneo. De ahí, y con la incomprensión de muchos, su firmeza en el desplazamiento del mando de la Flota del norte al sur donde, en la Base Naval de Rota, había, gracias a las infraestructuras y espacio disponible, la capacidad suficiente para establecer el Cuartel General de la Flota junto con todo lo que eso implicaba (CEVACO etc). En estos tiempos, la Marina de los Estados Unidos, tras disminuir su presencia paulatinamente durante años, vuelve a aumentar sus capacidades en esa misma base dentro de su distribución geográfica del futuro plan de defensa antimisil de Europa. Una vez más, las decisiones tomadas se manifiestan acertadas de forma objetiva mediante la fórmula de los hechos consumados.
Ante el repentino y sorprendente, por los años que todavía le quedaban en activo, cese del almirante Suanzes como AJEMA por parte del Gobierno socialista de la Nación y tras todas las vicisitudes pasadas para levantar de nuevo el vuelo amplio y completo del Arma Aérea de la Armada, fue el general del Aire Emilio García-Conde y Ceñal quién, como jefe del Estado Mayor del Ejército de Aire, despidió al almirante Suanzes de forma intachable y emocionante con el regalo de una placa que textualmente decía: "No agravía al caballero ni el caballo ni el plebeyo" D. Quijote de la Mancha. "Con la admiración y respeto del Ejército del Aire". Enero 1984.
Elalmirate general Suanzes se caracterizó por, sin tener el más mínimo interés e incluso aprecio por la política, expresar siempre sus opiniones de forma pública y transparente haciendo honor a sus ideas y valores sin importarle en absoluto el concepto de lo "políticamente correcto" ya que entendía que él se debía a sus convicciones, al bien de la Armada y de España.
El 21 de mayo de 1999 fue nombrado almirante general de la Armada con carácter honorífico.

## Resumen y notas adicionales
Diplomado en Artillería y Tiro Naval, Piloto Naval de Helicópteros (O.M. 21/09/55 - DO N.º  123), Diplomado en Guerra Naval. Fue Consejero de la Compañía Telefónica de España desde 1984 a 1993.
El 20 de julio de 2007, por disposición del almirante jefe del Estado Mayor de la Armada, Sebastián Zaragoza Soto, el edificio de la Jefatura de la Flotilla de Aeronaves en la Base Naval de Rota pasa a denominarse “Almirante General Suanzes de la Hidalga” como reconocimiento, según palabras del propioalmirate general Zaragoza, a su labor como máximo impulsor del Arma Aérea de la Armada y del Grupo Aeronaval de la Flota germen del Grupo de Combate, Grupo Alfa, y ahora, desde 2009, parte esencial de la Fuerza de Acción Naval de la Flota.
El almirante general Suanzes de la Hidalga falleció el 2 de junio de 2010 en Madrid.
| Predecesor: Luis Arévalo Pelluz | Jefe del Estado Mayor de la Armada 15 de enero de 1982 - 11 de enero de 1984 | Sucesor: Guillermo Salas Cardenal |